# Binary Finary
Binary Finary est un groupe de musique britannique de trance composé à l'origine de Matt Laws, Ricky Grant et Stuart Matheson, puis rejoints par Sasha Vatoff.
Ils sont surtout connus pour le single 1998, en particulier pour les remixes de Paul van Dyk et Gouryella. La chanson a été remixée de nombreuses fois sous le titre de l'année où le remix a été produit (1999, 2000 etc.). Le groupe a également produit un album (The Lost Tracks en 2016).